# San José (La Ceja)
San José es un corregimiento del municipio de La Ceja en el departamento de Antioquia, en Colombia.

## Generalidades
Además, del centro poblado San José. Tiene bajo su jurisdicción 11 veredas:
La Playa, San José, Fátima, San Gerardo, Llanadas, Higuerón, La Loma, La Miel, San Rafael, Piedras y Colmenares 
Lo separa de la cabecera municipal de La Ceja media hora de recorrido por carretera pavimentada y una parte de carretera sin asfaltar.
Posee un clima templado, donde se cosechan muy bien el café, el mango, el plátano en sus veredas más bajas. En su zonas más altas es importante la ganadería, los cultivos de mora y tomate de árbol y en un creciente desarrollo de la floricultura especialmente la hortensia y el girasol, lo cual constituye una importante fuente económica en el corregimiento. 
Posee puesto de salud, capilla, colegio de bachillerato, estación de policía, estaciones de gasolina y varios establecimientos comerciales.

## Economía
Agricultura

## Vías de comunicación
Se comunica por carretera pavimentada y una parte de la vi sin asfaltar con los municipios de La Ceja y Abejorral, y con el centro poblado Mesopotamia. En la actualidad se adelantan obras de pavimentación en las vías que comunica con los municipios de Montebello y El Retiro.
El corregimiento San José es un importante corredor para acceder a la región del Suroeste antioqueño desde el oriente.

## Sitios de interés
- Salto del Buey, imponente caída de agua de 80 m a la que se puede acceder caminando por la parte de abajo, y que se divisa por la carretera en la vereda Colmenas.
- Ríos Buey, Río La Miel y Río Piedras
- Paisajes
- Hostería El Buey en la vereda El Higuerón: posee cabañas, piscina, lago de pesca, y un clima cálido.
- Cerro Cristo Rey: es el pico más alto de la región con 2300 m s. n. m. donde se puede tener una panorámica de 380°, desde allí se alcanza a ver municipios como Abejorral, La Unión, Montebello, El Retiro, Santa Bárbara, Valparaíso, Fredonia, Aguadas (Caldas) y en días despejados puede contemplarse el volcán Nevado del Ruiz. Sitio de peregrinaje donde se visita el monumento a Cristo Rey especialmente los días lunes. El Miércoles Santo se hace un viacrucis desde el centro poblado del corregimiento.

- Datos: Q6118965